# Takuro Fujii
Takuro Fujii (藤井 拓郎 Fujii Takurō?), född 21 april 1985 i Kawachinagano, är en japansk simmare.
Fujii blev olympisk silvermedaljör på 4×100 meter medley vid sommarspelen 2012 i London.